# Syndesmogenus inversus
Syndesmogenus inversus är en mångfotingart som beskrevs av Kraus 1960. Syndesmogenus inversus ingår i släktet Syndesmogenus och familjen Odontopygidae. Inga underarter finns listade i Catalogue of Life.